# Удокан
Удока́н (рос. Удокан) — селище у складі Каларського округу Забайкальського краю, Росія.

## Населення
Населення — 128 осіб (2010; 178 у 2002).
Національний склад (станом на 2002 рік):
- росіяни — 88 %